# O!
O! je druhé album polské skupiny Maanam, které vyšlo v roce 1982 na značce Pronit.

## Seznam skladeb
| Strana 1 | Strana 1                           | Strana 1        | Strana 1       | Strana 1 |
| Pořadí   | Název                              | Hudba           | Text           | Délka    |
| -------- | ---------------------------------- | --------------- | -------------- | -------- |
| 1.       | Bodek                              | Maanam          |                | 0:13     |
| 2.       | O! nie rób tyle hałasu             | Marek Jackowski | Olga Jackowska | 3:33     |
| 3.       | Paranoja jest goła                 | Marek Jackowski | Olga Jackowska | 5:22     |
| 4.       | Parada słoni i róża                | Marek Jackowski | Olga Jackowska | 5:29     |
| 5.       | Nie poganiaj mnie, bo tracę oddech | Marek Jackowski | Olga Jackowska | 3:13     |

| Strana 2 | Strana 2                     | Strana 2                       | Strana 2       | Strana 2 |
| Pořadí   | Název                        | Hudba                          | Text           | Délka    |
| -------- | ---------------------------- | ------------------------------ | -------------- | -------- |
| 6.       | Die Grenze                   | Marek Jackowski                | Olga Jackowska | 5:28     |
| 7.       | Zwierzę                      | Tomasz Stańko                  |                | 0:45     |
| 8.       | Pałac na piasku              | Marek Jackowski                | Olga Jackowska | 5:00     |
| 9.       | Jest już późno, piszę bzdury | Marek Jackowski                | Olga Jackowska | 4:42     |
| 10.      | Ninon                        | B. Kaper, W. Jurman, M. Halicz |                | 0:59     |
| 11.      | AN-24 Antonow                | Ryszard Olesiński              | Olga Jackowska | 1:37     |

## Hudebníci
- Olga Jackowska (Kora) – zpěv
- Marek Jackowski – kytara
- Ryszard Olesiński – kytara
- Bogdan Kowalewski – baskytara, piano Fendera ve skladbě 'Parada Słoni i Róża'
- Paweł Markowski – bicí

### Hosté
- Tomasz Stańko – trubka